# 스테파니 미초바
스테파니 미초바(독일어: Stefanie Michova 슈테파니 미호바[*], 1991년 6월 8일 ~ )는 대한민국에서 활동하는 독일의 모델이다. 《슈퍼맨이 돌아왔다》에 출연한 박주호의 아내인 모델 안나와 친구이기도 하다. 2022년 8월, 대한민국의 남자 래퍼인 빈지노와 결혼하였다.

## 방송
- 2020년 tvN 《온앤오프 1》 게스트 - (17회 ~ 20회)[1]
- 2021년 SBS 《어쩌다 마주친 그 개》

## 영화
- 2025년 《소주전쟁》 - 줄리아 역

## CF
- 2021년 CJ 뷰티비네거 미초
- 2022년 POOD (반려동물 플랫폼)
- 2022년 여기어때 (장기하, 민니, 이용진, 마츠다 아키히로, 그렉, 파트리샤 욤비, 파비앙 코르비노와 함께 출연)